# Большая пустельга
Большая пустельга, или большая африканская пустельга (лат. Falco rupicoloides) — вид хищных птиц рода соколов.
Широко распространена в открытых пространствах саванн, полупустынь и пустынь на востоке и юге Африки.
Длина тела 29—37 см, размах крыльев 68—84 см, масса от 165 до 330 г. Основу питания составляют насекомые, ловит также ящериц, небольших птиц, змей и грызунов.

## Подвиды
Выделяют три подвида:
- Falco rupicoloides fieldi — в Эфиопии и Сомали,
- Falco rupicoloides arthuri — в Кении и на севере Танзании,
- Falco rupicoloides rupicoloides — связан с ареалом произрастания акации.